# Mahinlandia
Mahinlandia (en alemán: Mahinland, a veces conocida como el área de Mahin) era un pedazo de tierra en la costa al este de Lagos en la bahía de Benín en la moderna Nigeria. A finales del siglo XIX fue objeto brevemente de iniciativas coloniales alemanas.

## Intereses alemanes en Mahinlandia

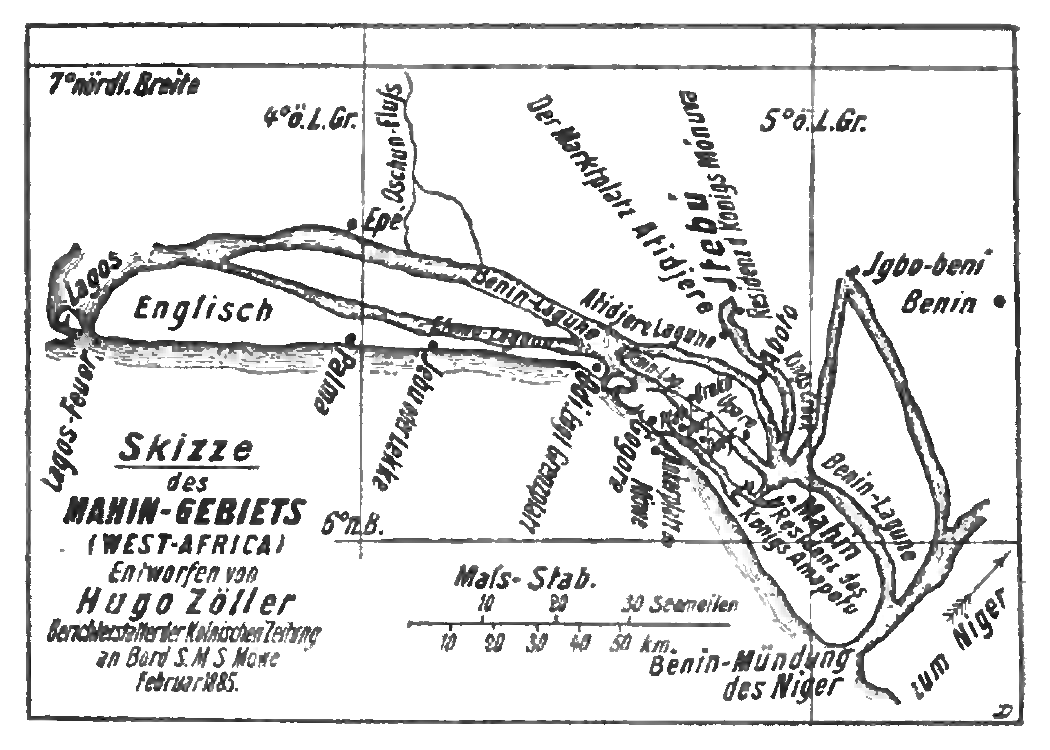
Mahin, al este de Lagos, en un mapa de Hugo Zöller (1885).

Gottlieb Leonhard Gaiser, empresario de Hamburgo, tenía un puesto comercial en la colonia británica de Lagos y quería ampliar sus intereses en el aceite de palma hacia el este (a lo largo de la costa) y hacia el interior. Por lo tanto, contrató a varios agentes, incluido el explorador Gottlob Krause para llevar a cabo negociaciones con los gobernantes locales. Desde mayo de 1884, Krause y Heinrich Bey, ambos cónsules y agentes alemanes de G. L. Gaiser, iniciaron conversaciones amistosas con los gobernantes de Mahin y se abrió un puesto comercial en Akpata.
El 23 de agosto de 1884, Bey se reunió con Gustav Nachtigal, el Comisionado Imperial para el África Occidental Alemana en Lagos, e intentó convertir estos acuerdos amistosos en tratados soberanos. El 15 de diciembre del mismo año, Bey movió el vaporizador Tender a la laguna de Artijere, donde permaneció como un casco.
El 14 de enero de 1885, uno de los agentes de Gaiser, Zimmer, le pidió a Gustav Nachtigal, apostado en Kamerun, que asegurara la protección alemana para su propiedad. Los comerciantes alemanes apoyaron esta solicitud, ya que querían asegurarse de que sus productos pudieran llegar a la región superior del Níger sin los derechos aplicados por los británicos en las áreas que controlaban. Desde 1882, la costa entre Lagos y Camerún había caído bajo la jurisdicción del cónsul británico en Calabar, aunque era demasiado grande para que Gran Bretaña pudiera ejercer un control efectivo sobre ella. El 18 de enero de 1885, otro de los agentes de Gaiser, Eugen Fischer, llegó a un acuerdo privado con el amapetu (rey) de Mahin, otorgándole derechos soberanos a G. L. Gaiser sobre más de cincuenta millas de tierra costera al este de Lagos. El 20 de enero de 1885, Nachtigal pasó de Victoria (hoy Limbe, Camerún) a Gogoro, en el oeste de Níger, con el SMS Möwe y el Gaiser, acompañado por el explorador y periodista Hugo Zöller.
Con Zöller acompañándolos, Gustav Nachtigal y Eugen Fischer concluyeron un tratado de protección sobre Mahinlandia con el amapetu el 29 de enero de 1885 (algunas fuentes dicen que fue el 25 de enero). Según fuentes alemanas, el tratado cubría las zonas de lagunas, bosques y pantanos con viviendas sobre pilotes, en las que vivían de 8 a 10.000 personas. El pueblo de Mahin, donde vivían los amapetu, era extenso y próspero a pesar de que los otros asentamientos eran menos significativos. Estos incluían a Gogoro en la costa y Aboto (o Agboto), donde vivían los subtjefes más importantes.  A cambio de ceder su tierra, el amapetu recibió seda, licor, 20 libras esterlinas y un Reichsadler inscrito con las palabras Rey de Mahin.

## Respuesta británica y acuerdo final
Las autoridades británicas en Lagos reconocieron los acuerdos alemanes y el gobernador británico estaba listo para entrar en negociaciones bilaterales. El 11 de marzo de 1885, Nachtigal confirmó que el protectorado alemán se extendía sobre el "tramo de costa en Mahinlandia conocido como playa de Mahin" desde Abejamura a Abotobo. El protectorado estaba condicionado a la ratificación por parte del gobierno alemán dentro de los siguientes 18 meses.: 259 
El canciller Otto von Bismarck consideraba territorios como Mahinlandia y la bahía de Santa Lucía en el sudoeste de África, a los cuales ni siquiera se molestó en tomar bajo protección formal, como instrumentos útiles en sus negociaciones con los británicos; no veía a las colonias tan valiosas en sí mismas. Por lo tanto, ordenó a Nachtigal que evitara “cualquier paso adicional con respecto a Mahin”. Durante las negociaciones que llevaron al acuerdo anglo-alemán del 29 de abril de 1885, Mahinlandia fue intercambiado por el reconocimiento británico del protectorado alemán sobre Camerún. Alemania se comprometió a no establecer ningún protectorado entre Lagos en el oeste y Río del Rey en el este, mientras que Gran Bretaña ya había garantizado la libre navegación del Níger en la Conferencia de Berlín. El 24 de octubre de 1885, Mahinlandia fue entregado formalmente a los británicos. Gaiser no recibió ninguna compensación ya que el comercio no fue impedido.

## Mahin en la actualidad
Hoy Mahin se encuentra en el estado nigeriano de Ondo.